# Il silenzio dell'onda
Il silenzio dell'onda è un romanzo drammatico scritto da Gianrico Carofiglio e pubblicato da Rizzoli editore nel 2011.
La storia non si snoda nelle consuete vie baresi dell'autore, ma affronta il paesaggio romano, citandone anche monumenti e storicità.

## Trama
Roberto Marìas è un maresciallo dei carabinieri che il lunedì e il giovedì con grande metodicità attraversa passeggiando Roma per approdare allo studio di uno psichiatra. Durante queste sedute fatte di silenzi e di ricordi, il protagonista rivelerà il suo passato.
Nato nel sud della California, da padre americano, detective e da madre romana, cresce con la passione per l'oceano ed il surf. Dopo la morte del padre, a sedici anni si trasferisce in Italia dove entra nell'Arma dei Carabinieri. 
Assegnato alla caserma di in un paese in provincia di Milano si mette subito in luce per un'azione individuale. Un giorno, mentre si trova dal barbiere, si accorge che nella vicina banca c'è in corso una rapina. Senza pensarci troppo esce e raggiunge il posto, dove trova una macchina abbandonata. Indeciso sul da farsi e senza chiamare rinforzi - come invece da prassi - decide di agire da solo. All'uscita dalla banca dei tre rapinatori viene fuori una sparatoria in cui Roberto riuscirà a ferirne due.
L'episodio gli porta ampi consensi dai superiori i quali decidono di premiarlo promuovendolo a Milano città, prima nella sezione antirapina e poi in quella narcotici. È qui che dopo i primi mesi fatti solo di trascrizioni di intercettazioni e poco altro, comincia la vera attività investigativa. Passerà all'azione e comincerà a crearsi un fitto giro di frequentazioni nell'ambiente dello spaccio e di sicuri informatori. Ma il passaggio dalla semplice frequentazione di ambienti poco ortodossi a fini lavorativi alle operazioni sotto copertura è breve.
In questa nuova vita da infiltrato però ci sono tre episodi che gli faranno cambiare idea su sé stesso e lo faranno desistere dai suoi obiettivi:
il primo avviene nella villa di un potente boss messicano, quando durante una festa tre ragazzine presumibilmente dodicenni vengono date in pasto agli ospiti come oggetto sessuale, causando ribrezzo e disgusto profondo nel protagonista per quell'orrore.
Il secondo ha come sfondo Madrid nel bel mezzo di un'operazione in cui tra colombiani e spagnoli sono coinvolti anche degli italiani. Specialmente uno si mostra diverso dagli altri per indole e carattere, palesando un senso di cultura e di serietà. Intratterrà col protagonista un'amicizia di fiducia. Alla conclusione però dell'operazione verrà arrestato subendo una condanna a quattordici anni, tutto grazie al lavoro di Roberto, suo amico.
Nel terzo episodio si trova a Panama nella lussuosa fattoria di un trafficante. La tenuta è talmente grande da ospitare piscine, campi da tennis ed un campo da calcio dove spesso si esibiscono in partite amichevoli gli assi del calcio mondiale. Mentre Roberto è lì arriva un carico d'armi ed i presenti pensano che sia opportuno provarle subito su bersagli viventi. Approdano quindi nella periferia della città dove gironzolano liberamente dei cani. Cominciano un vero e proprio massacro scaricando intere raffiche di mitra contro quegli esseri inermi al quale partecipa anche Roberto stesso.
Questo episodio però sarà quello fondamentale per il futuro del protagonista: si sta trattando per far approdare ai porti italiani una nave colma di droga proveniente dalla Colombia. Per l'occasione Roberto, affiancato da un agente statunitense, millanterà contatti con doganieri corrotti e società di spedizioni internazionali. Nell'operazione però Roberto si innamora profondamente di Estela, giovane figlia dell'affarista con cui sta concludendo l'affare. Il giorno prima della conclusione del tutto, con centinaia di arresti in tutto il mondo ed il sequestro della nave, Estela comunica a Roberto di aspettare un bambino. La notizia lo manda in stato di shock ma non può evitare il dramma dell'incarcerazione del padre e dell'allontanamento dall'amata.
Tornato dalla Colombia a operazione terminata cadrà in un pesante stato angoscioso e di senso di colpa. Scoprirà in seguito che Estela clandestinamente ha abortito il figlio che stava aspettando. Reagirà tentando un drammatico suicidio, il che sfocia nella sospensione dal servizio e l'inizio del trattamento psichiatrico.
Parallelamente alle vicende passate del protagonista vi è la figura di Emma ex-attrice, anch'essa paziente del dottore, attanagliata da sensi di colpa per la morte del marito, che ella si accusa di non aver amato realmente, provocata dai suoi tradimenti. Emma e Roberto si incontrano quasi per caso nello studio a cui farà seguito un'amicizia.
Emma ha un figlio, Giacomo, bambino problematico che vive il giorno in modo silenzioso con i pensieri rivolti verso Ginevra, compagna di classe e la notte in sogni che talvolta sembrano rispecchiare la realtà.
È proprio grazie a questi sogni che Giacomo scopre che Ginevra è in forte pericolo, facendo sì che sua madre chieda aiuto a Roberto, che ha scoperto essere un carabiniere. Ne seguirà una specie di indagine che avrà come risvolto il coinvolgimento di Ginevra come vittima di un giro di prostituzione minorile, a cui seguono violenze sessuali riprese con i cellulari come arma ricattatoria. Per Giacomo sarà però un dispiacere visto che a seguito di ciò Ginevra cambierà scuola e non potrà più rivederla. Per Roberto, che ora sembra migliorato e non più bisognoso dei farmaci, è un motivo di riscatto per sentirsi ancora vivo.
Alla fine avrà perfino la voglia di riprendere in mano la tavola da surf e tornare sulle onde dopo moltissimi anni.

## Temi principali
Il tema principale del libro è il rapporto genitoriale tra padre e figlio. Roberto infatti ricorda drammaticamente la vicenda del padre, suicidatosi in carcere dopo un arresto per corruzione. Egli ne ha profondo dispiacere per il fatto di essere stato abbandonato e di non aver potuto contare sulla sua figura anche in età adulta. Parallelamente Roberto vive anche il dramma della sua mancata paternità, di quel figlio che non è mai venuto alla luce e di cui non potrà mai godere. 
A questo si affianca anche la vicenda di Emma e Giacomo, anch'egli orfano di padre a causa di un incidente stradale poco dopo la separazione dalla madre.
I protagonisti si trovano quindi a rimpiangere le figure paterne e a ricordarle nelle maniere più intime.
A farla da padrone nel testo è anche il pesante senso di colpa che attanaglia i due protagonisti adulti del libro. Il primo auto accusatosi dell'aborto del figlio e la seconda colpevole di aver cacciato di casa Gianluca - suo marito - e di averlo in un certo senso portato a quell'incidente stradale che ne ha causato la morte.

## Stile
Carofiglio offre al lettore un romanzo strutturato in capitoli scollegati e separati, affiancando il passato, raccontato in terza persona, ai sogni intimistici e immaginari di Giacomo, alternando un linguaggio di più alto registro per la parte da "adulto" e uno più semplice per quello da "bambino".

## Edizioni
- Gianrico Carofiglio, Il silenzio dell'onda, Rizzoli, 2011.